# Maltesisch-polnische Beziehungen
Maltesisch-polnische Beziehungen sind die außenpolitischen Beziehungen zwischen Malta und Polen. 
Diplomatische Beziehungen zwischen Polen und Malta wurden 1971 aufgenommen. 1990 wurden mehrere Abkommen zwischen beiden Ländern unterzeichnet. Nach dem Beitritt Polens zur UE wanderten viele junge Polen, u. a. viele polnische Ärzte, nach Malta aus. 2009 eröffnete Malta eine Botschaft in Warschau und Polen 2019 eine Botschaft in Valletta. 
Polen besitzt eine Botschaft in Valletta. Malta hat eine Botschaft in Warschau und Honorarkonsulate in Krakau, Breslau, Łódź, Gdynia und Białystok.